# Uniwersytet w Lubumbashi
Uniwersytet w Lubumbashi (fr. Université de Lubumbashi), znany również pod akronimem UNILU, jest jednym z największych uniwersytetów w Demokratycznej Republice Konga. Znajduje się w Lubumbashi w prowincji Katanga. Kampus znajduje się w północnej części miasta, na zachód od lotniska.

## Historia
Uniwersytet został założony w 1955 roku pod rządami kolonialnymi Belgii, jako Oficjalny Uniwersytet Konga i Ruanda-Urundi (fr. Université officielle du Congo et du Ruanda-Urundi) i otwarty w 1956 r. Była to jedna z instytucji, które zostały połączone z Narodowym Uniwersytetem w Zairze w 1971 roku. Został ponownie utworzony jako autonomiczny uniwersytet w 1981 r., kiedy Narodowy Uniwersytet w Zairze został podzielony.

W maju 1990 roku rząd Zairu gwałtownie stłumił protesty studentów na kampusie, zabijając kilku studentów i niszcząc część kampusu. 

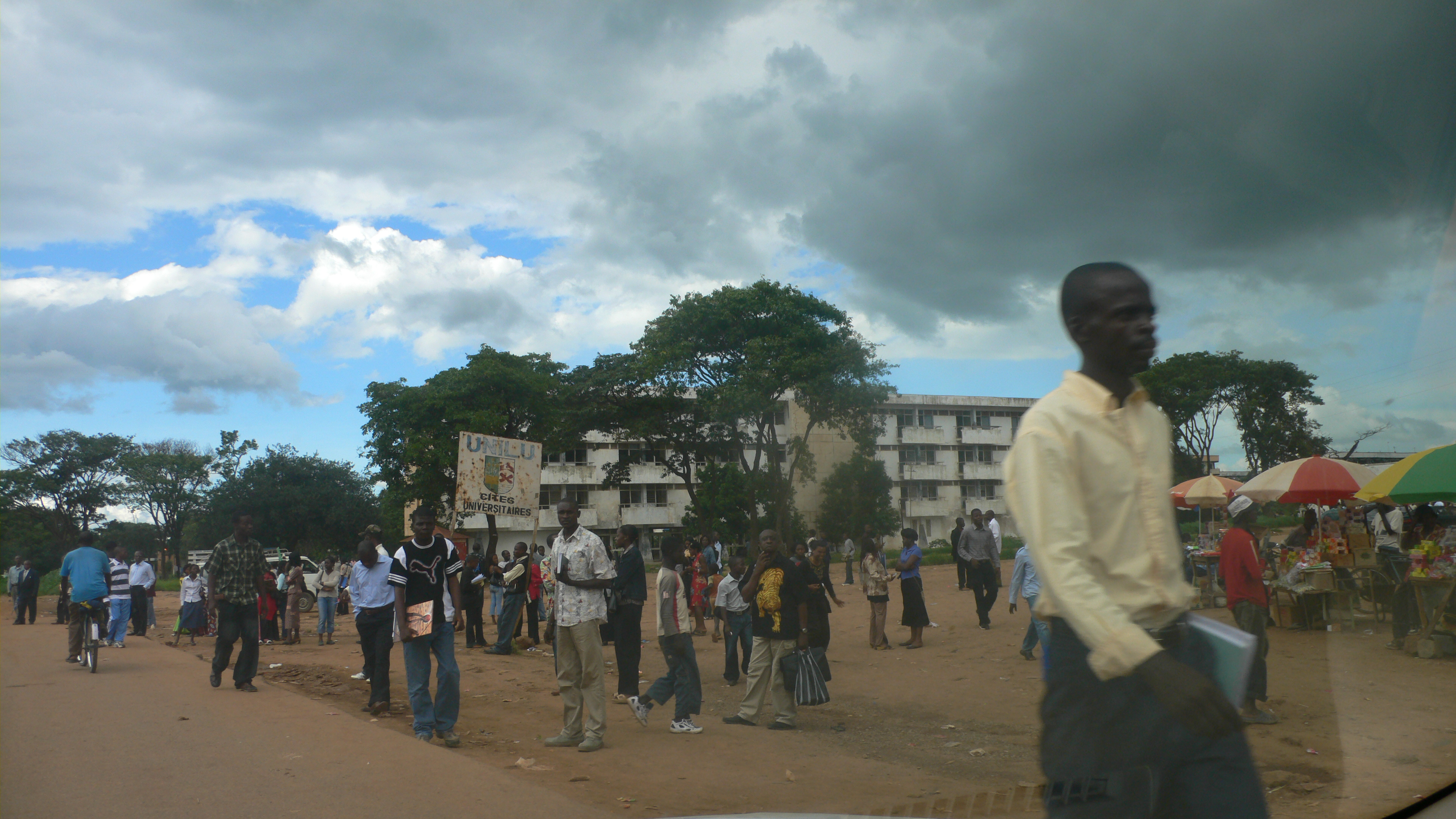
Kampus uniwersytetu
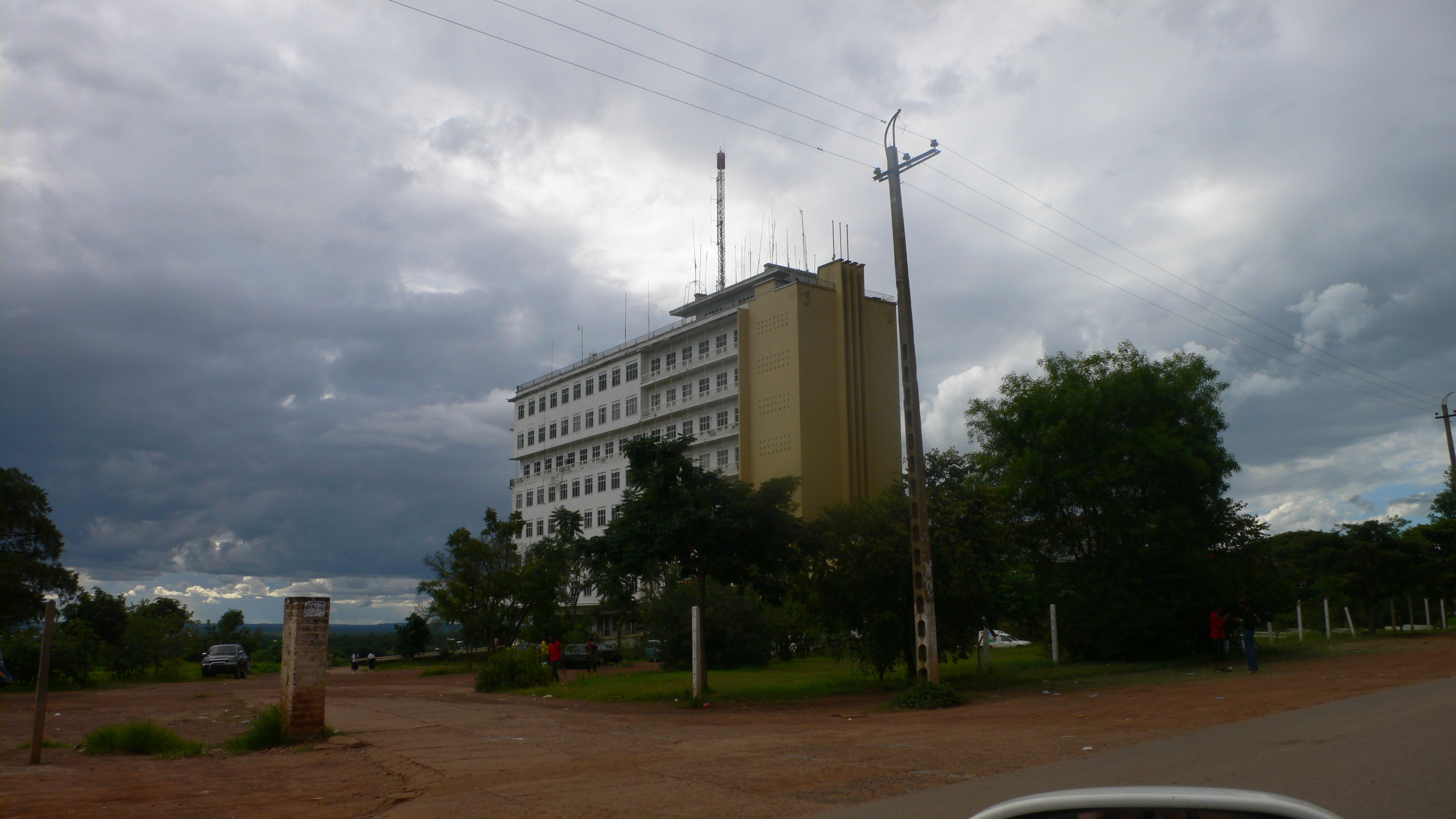
Budynek administracji
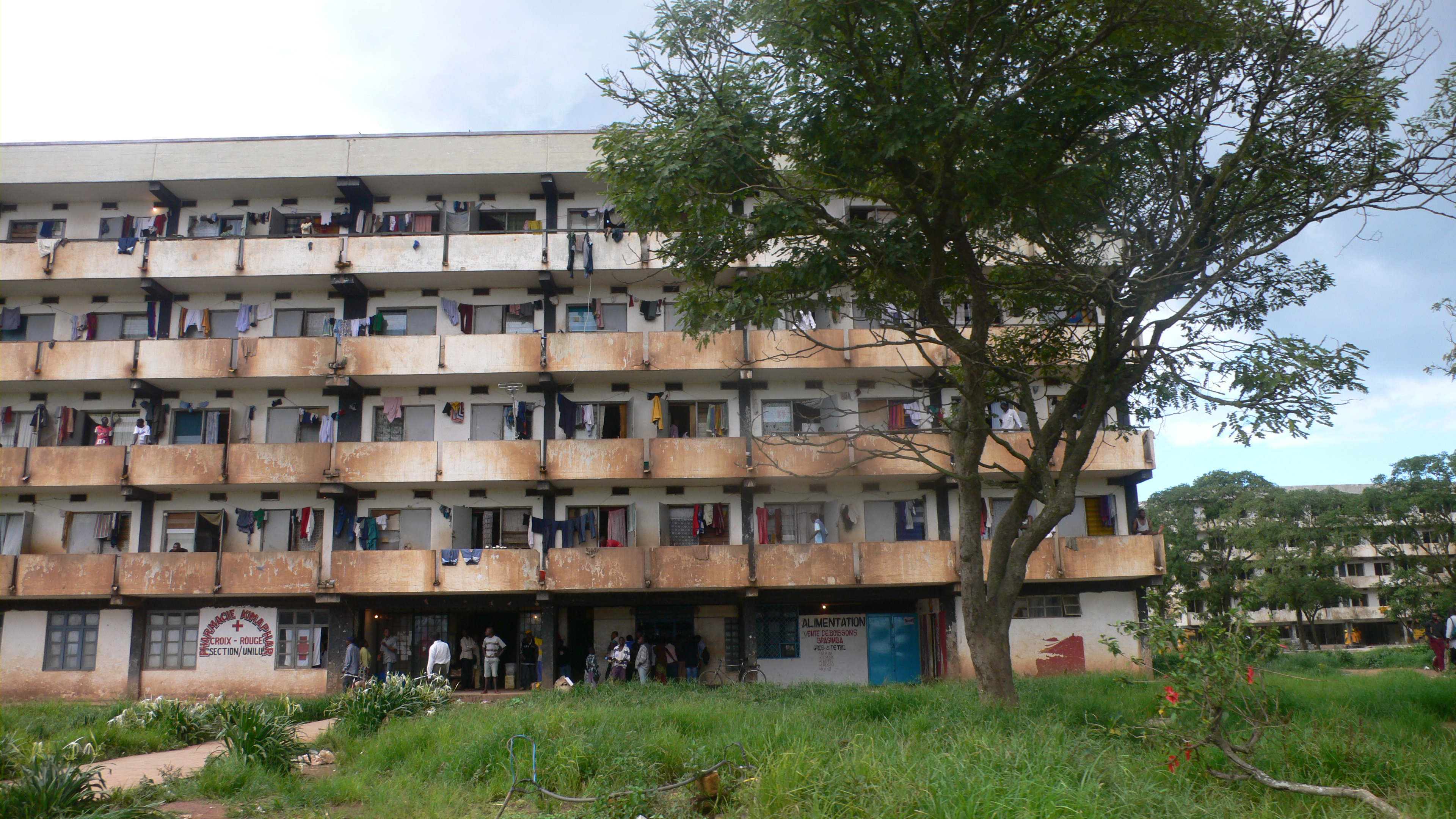
Kampus uniwersytetu
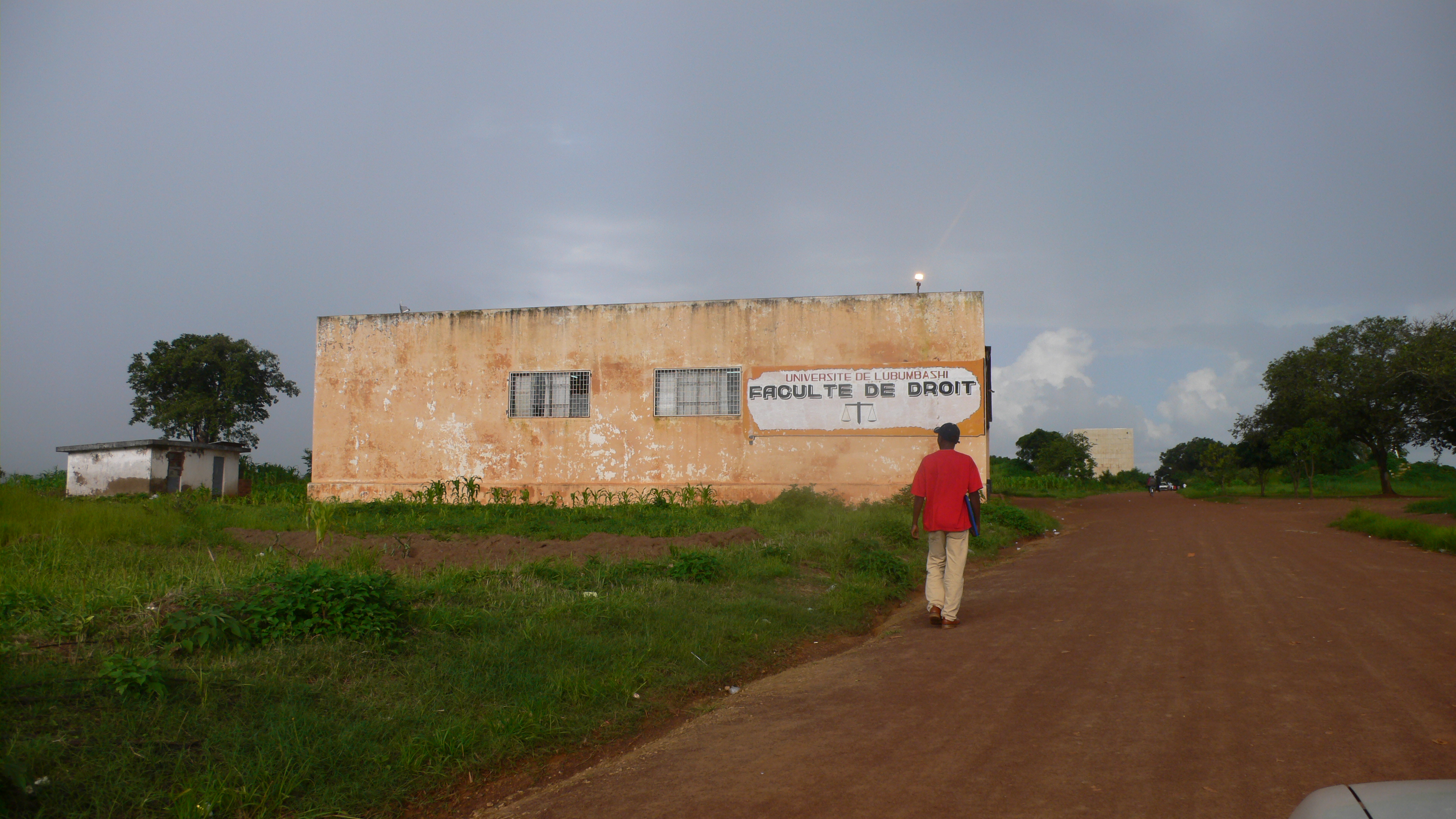
Wydział prawa

## Absolwenci Uniwersytetu
- Christophe Munzihirwa, arcybiskup rzymskokatolicki
- Sammy Baloji, wielokrotnie nagradzany fotograf
- Generał William Yakutumba, dowódca rebeliantów